# Vand (Baby-svømning)
|  | Denne artikel er oprettet af botten PalnaBot ud fra en ekstern database. Den kan derfor have sproglige fejl eller mangler. Denne skabelon kan fjernes efter kontrol af indholdet. |

Vand (Baby-svømning) er en film instrueret af Anne Regitze Wivel efter manuskript af Anne Regitze Wivel.

## Handling
En tur i svømmehallen hvor babyer er i vandet. Filmen tager udgangspunkt i menneskers mangesidede forhold til vand, og den kan opfattes på flere planer, både af børn og voksne